# Liste des réseaux de la section F du SOE
Le tableau suivant présente les Réseaux de la section F du Special Operations Executive (SOE) en France pendant la Seconde Guerre mondiale. Ces réseaux sont aussi appelés "réseaux Buckmaster", du nom de Maurice Buckmaster, Chef de la Section F de septembre 1941 à juillet 1945.
Le tableau ci-dessous n'est pas exhaustif.

## Présentation du tableau
- Au moment où la section F envoie un agent en France, elle le munit de deux noms : un "nom de guerre" (field name), qui est généralement un prénom français, « P » ; et un nom de code opérationnel, qui est soit un nom de végétal, plante ou arbre (exemple PRUNUS), soit plus fréquemment  un nom de métier en anglais, M (exemple ACTOR).
- Lorsque l'agent est chef de réseau ("organizer"), la section utilise pour désigner le réseau les noms attribués à son chef. Exemple : Prosper et PHYSICIAN désignent à la fois Francis Suttill et le réseau dont il est le chef.

L'habitude a été prise de désigner certains réseaux par P ou par des assemblages comme M-P ou P-M, dans lesquels « P » désigne le nom de guerre du chef de réseau, en ajoutant assez souvent la mention BUCKMASTER, du nom du chef de la section F à Londres. Exemples : MASON-Porthos ; Sylvestre-FARMER ; Oscar-PARSON (BUCKMASTER). Pour éviter les confusions, ci-après les noms de code des réseaux sont systématiquement écrits en majuscules et en gras, et sont précédés du prénom P sous lequel ils sont souvent mieux connus en France, selon la formule P - M.
Le tableau présente non seulement les réseaux de la section F qui ont été actifs, mais également ceux qui sont mort-nés ainsi que les missions et les raids à mettre au compte de cette section. La présentation se fait sur trois colonnes :
- La colonne de gauche donne les noms des réseaux, sous la forme P - M, en les rangeant par ordre alphabétique de M.
- La colonne du milieu donne des indications sommaires sur les réseaux, avec le code suivant : (C) = Chef du réseau, (2d) = Adjoint, (A) = Assistant, (Co) = Courrier (ou Agent de liaison), (R) = Opérateur radio, (I) = Instructeur, (S) = Saboteur. FR = réseau homologué par les autorités françaises. LIQ = nom du liquidateur[1].
- La colonne de droite précise les références des sources : Ruby, liste de la page 261 ; Foot, liste du tableau des pages 702-703 ; Box (=Boxshall), table des matières et annotations de M.R.D. Foot ; SHD = archives du Service historique de la Défense, à Vincennes, dossiers 17 P 1 à 17 P 50.

## Tableau
| NOMS DES RÉSEAUX                                                    | INFORMATIONS SUR LES RÉSEAUX (Rôle des agents), identité des agents : nom, « nom de guerre » zones d'action, centre de l'organisation, périodes d'activité, homologation FR, etc. | Sources                                                                                  |
| ------------------------------------------------------------------- | --- | ---------------------------------------------------------------------------------------- |
| Calvert-ACOLYTE (fr. : ACOLYTE)                                     | (C) : Robert Lyon « Adrien », pseudo Gilbert Calvert, (2d) : Jean Henri Coleman « Victor » (R) : Robert Martin « Ibis » (vrai nom : Albert Grinberg) - Homologué FR : 25.06.43 - 10.09.44 ; LIQ : Robert Lyon | Ruby : 23/95 Box : sheet 57 Foot : ligne 48/92 SHD : 2/50                                |
| Bob-ACROBAT (fr. : ACROBATE)                                        | (C) : John Starr « Bob » puis Jean Simon (Co) : Diana Rowden « Paulette » (R) : John Young « Gabriel » Membres : André Maugenet « Benoît », André van der Straton « André », Harry Rée « César » - Non homologué FR | Ruby : 22/95 Box. : cité sheet 23 (STOCKBROKER) Foot : ligne 27/92                       |
| Aristide-ACTOR (fr. : ACTEUR)                                       | (C+R): Roger Landes « Aristide » (2d) : Pierre Chevalier « Luc » puis Louis Campet « Lancelot » (I) : Pierre Meunier « Édouard » (S) : John Manolitsakis « Cyriel » - Homologué FR SCIENTIST + ACTOR : Denis-Aristide, 01.07.41 - 30.09.44. LIQ : Jean Duboué | Ruby : 12/95 Box. : sheet 19 Foot : ligne 62/92 SHD : 16/50 (DENIS et ARISTIDE)          |
| (ADOLPHE)                                                           | (C) : Pierre Culioli « Adolphe » (A) : Yvonne Rudellat « Suzanne » Résistants : Roger Couffrant (Romorantin) ; Albert de Meur (Chambord) ; André Gatignon (Saint-Aignan-sur-Cher) ; Julien Nadau (Contres) ; le comte et la comtesse de Bernard ; Mr Buhler (Blois) ; Marcel Thénot (Pontlevay) ; Georges Fermé (Montrichard) ; André Cheny (Mondoubleau). - Sous-réseau de Prosper - PHYSICIAN, non homologué par Londres - À ne pas confondre avec Adolphe - RACKETEER - Zone : Loir-et-Cher - Non homologué FR ; LIQ : Pierre Culioli | Ruby : non mentionné Box. : cité sheet 2 Foot : non mentionné SHD : 3/50                 |
| Bertrand-ARCHDEACON (fr. : ARCHIDIACRE)                             | (C) : Frank Pickersgill « Bertrand » (R) : John Macalister « Valentin » Membre : François Michel « Jacques » - Réseau mort-né. Arrestation de FP et JM le 21.06.43 ; de FM le 22.09.43. - Non homologué FR | Ruby : 21/95 Box. : cité sheet 2 Foot : 47/92                                            |
| Lise-ARTIST (fr. : ARTISTE)                                         | (C) : Lise de Baissac « Odile » - Homologué FR : 24.09.42 - 30.07.43 ; LIQ : Marie-Julie Gateau. | Ruby : 59/95 Box. : évoqué sheet 18 Foot : non mentionné SHD : 12/50 (ARTIST)            |
| ASYMPTOTE                                                           | Mentionné ici pour mémoire. ASYMPTOTE n'est pas un réseau de la section F, mais une mission de la section RF. Forest Yeo-Thomas « Shelley » |                                                                                          |
| ATTORNEY (fr. : AVOUÉ)                                              | (C) : John Goldsmith « Valentin » Membre : Guillaume Lecointre « Guillaume » - N'a pas fonctionné comme réseau proprement dit. - Non homologué FR | Ruby : non mentionné Box. : sheet 55 Foot : ligne 30/92                                  |
| Michel-AUBRETIA (fr. : AUBRIÉTIE)                                   | Brian Rafferty - Non homologué FR | Ruby : 68/95 Box. : cité dans sheet 6 Foot : non mentionné                               |
| Alfred-AUDITOR (fr. : VÉRIFICATEUR)                                 | (C) : Raymond Aubin « Alfred » (plus tard Aulois) (R) : Louis Antoine Nonni « Nicolas » - Non homologué FR | Ruby : 6/95 Box. : cité sheet 47 (SCHOLAR) Foot : ligne 89/92                            |
| Jean-AUTHOR (fr. : ÉCRIVAIN)                                        | (C)+(R) : Harry Peulevé « Jean » (A) : Jacques Poirier « Nestor » (R) : Louis Bertheau « Pélican » Membres à Brive : Roland Malraux, Maurice Arnouilh, Charles Delsanti, Lamorie. Membres en Dordogne : Paul et Georgette Lachaud. - Activité poursuivie sous le nom de DIGGER après l'arrestation d'Harry Peulevé le 21 mars 1944 à Brive. - Non homologué FR | Ruby : 51/95 Box. : sheet 39 Foot : ligne 50/92                                          |
| Gaston-Lucas-AUTOGIRO (fr. : AUTOGIRE)                              | (C) : Pierre de Vomécourt « Lucas », « Étienne », « Sylvain » (2d) : Roger Cottin « Albert » (R) : Georges Bégué « Georges I » puis André Bloch « Georges IX » Membres : Christopher Burney « Charles », Noël Burdeyron « Gaston » George Abbott « Paul », Ernest Bernard « Xavier », Donald Dunton « Denis », Jack Finken « Jean », Louis Lefrou de la Colonge « Bernard », Comte Jean du Puy « Camille », Gustave Redding « Georges 30 », Raymond Roche « François » - Réseau détruit en avril 1942. - Homologué FR : 10.05.41 - 25.04.42 | Ruby : 39/95 Box. : sheet 1 Foot : ligne 1/92 SHD : 30/50 (LUCAS)                        |
| Norbert-BARGEE (fr. : BATELIER)                                     | (C)+(R) Adolphe Rabinovitch (« Arnaud » ou « Norbert » ?) - Réseau mort-né (2/3 mars 1944) - Région prévue : Nancy - Non homologué FR | Ruby : 75/95 Box. : évoqué sheet 17 Foot : ligne 65/92                                   |
| Ludovic-BEGGAR (fr. : MENDIANT)                                     | (C) : Maurice Basset « Ludovic » Membres : Raphaël Beugnon « Hugo », Maurice Martin « Adam » - Non homologué FR | Ruby : 62/95 Box. : cité sheet 13 Foot : ligne 73/92                                     |
| Henri-BIRCH                                                         | Jean Menesson « Henri », alias Menzies - Réseau mort-né (16.11.43) - Non homologué FR | Ruby : 44/95 Box. : sheet ? Foot : ligne ?/92                                            |
| Mission BOOKMAKER                                                   | (1) Norman Hinton (2) (C) : John Lodwick « Arsène », (A) : Oscar Heimann « Anton », - Coups de main de la section F | Foot : ligne 35/92                                                                       |
| Athos-Renaud-BRICKLAYER (fr. : MAÇON)                               | (C) : France Antelme « Renaud » Troisième mission (février 1944) : (C) : France Antelme « Maurice » (Co) : Madeleine Damerment « Solange » (R) : Lionel Lee « Thibaud » - Petit réseau spécialisé dans les questions économiques et financières en prévision du débarquement allié. - Homologué FR : 01.10.42 - 30.10.43 ; LIQ : Léon Chesne | Ruby : 16/95 Box. : sheet 3 Foot : ligne 32/92 SHD : 13/50 (ATHOS)                       |
| Max-BUTLER (fr. : MAÎTRE D'HÔTEL)                                   | (C) : Jean Bouguennec « Max », (R) : Marcel Rousset « Léopold » Membre : Gabriel Chartrand « Dieudonné » - Sous-réseau de Prosper - PHYSICIAN. - Homologué FR : 23.03.43 - 10.09.43 | Ruby : 65/95 Box. : sheet 37 Foot : ligne 26/92 SHD : 34/50 (MAX)                        |
| CARTE (mot français)                                                | (C) : André Girard « Carte » (2d) : Henri Frager « Louba » Membres : Pierre de Bénouville, André Gillois, colonel Jean-Émile Vautrin, André Marsac « End » - Réseau non homologué SOE - Non homologué FR | Foot : ligne 8/92                                                                        |
| Allyre-CARVER (fr. : DÉCOUPEUR)                                     | (C) : Charles Corbin « Allyre » (R) : Allyre Sirois « Gustave » - Homologué FR : 09.04.44 - 30.09.44 | Ruby : 7/95 Box. : sheet 54 Foot : ligne 75/92 SHD : 6/50 ALLYRE                         |
| Émile-CHANCELLOR (fr. : CHANCELIER)                                 | (C) : George Millar « Émile » - 01.06.44-09.44 - Franche-Comté, Vieilley - Non homologué FR | Ruby : non mentionné Box. : sheet 23B Foot : ligne 84/92                                 |
| Sébastien-CHESTNUT (fr. : CHÂTAIGNE)                                | (C) : William Grover-Williams « Sébastien » (R) : Roland Dowlen « Achille » Membres : Robert Benoist, Jean-Pierre Wimille - Château d'Auffargis (près de Dourdan) - Août 43 (dém.) - Homologué FR avec CLERGYMAN : Sébastien et Lionel, 01.05.42 - 30.06.44 | Ruby : non mentionné Box. : sheet 5 Foot : ligne 14/92 SHD : 46/50 (SÉBASTIEN et LIONEL) |
| CINEMA ou CINEMA-PHONO                                              | voir PHONO |                                                                                          |
| Lionel-CLERGYMAN (fr. : ECCLÉSIASTIQUE)                             | (C) : Robert Benoist « Lionel » (R)+(Co) : Denise Bloch « Ambroise » (I) : Louis Blondet « Valérian » - Homologué FR : avec CHESTNUT : Sébastien et Lionel, 01.05.42 - 30.06.44 | Ruby : 58/95 Box. : sheet 5A Foot : ligne 54/92 SHD : 46/50 (SÉBASTIEN et LIONEL)        |
| Mission CORSICAN                                                    | Clément Jumeau « Robert », Jack Hayes « Victor », Jean Le Harivel « Georges 25 », Daniel Turberville « Daniel » - Beleymas, près de Villamblard (Dordogne), 10/11 octobre 1941. | Ruby : non mentionné Box. : cité sheet 0 Foot : ligne 9/92                               |
| Rodrigue-DELEGATE (fr. : DÉLÉGUÉ)                                   | (C) : Julien Detal « Rodrigue », Membre : Philippe Duclos « Christian » - Réseau mort-né - Non homologué FR | Ruby : 85/95 Box. : cf. sheet 37 (BUTLER) Foot : non mentionné                           |
| Mathieu/Rodolphe-DETECTIVE (fr. : DÉTECTIVE)                        | (1) (C) : Henri Sevenet - Zone : Lyon - Période : mai 1941 - juillet 1942 (2) (C) : Henri Sevenet « Rodolphe » (Co) : Blanche Charlet « Christiane » puis Denise Bloch « Ambroise » (R) : Brian Stonehouse « Célestin » Membre : Dominique Mendelsohn « Benjamin » - Zone : Tours-Poitiers puis Lyon puis sud-ouest - Période : 17.08.42 - février 43 (3) (C) : Henri Sevenet « Mathieu » puis Harry Marcel Despaigne « Richard » (R) : Harry Marcel Despaigne « Richard » - Résistants français : corps franc de la Montagne noire (Roger Mompezat) - Zone : région de Carcassonne - Période : 15.09.43 - libération - Homologué FR : 01.10.43 - 30.09.44 ; LIQ : Roger Mompezat puis Harry Marcel Despaigne                    | Ruby : 64/95 Box. : sheet 10 Foot : ligne 16/92 SHD : 33/50 (MATHIEU)                    |
| Rigobert-DIETICIAN (fr. : DIETÉTICIEN)                              | Jean-Louis de Ganay « Rigobert », Roger Veillard « Vulcain » - Non homologué FR | Ruby : non mentionné Box. : non mentionné Foot : ligne 81/92                             |
| Nestor-DIGGER (fr. : TERRASSIER)                                    | (C) : Jacques Poirier « Nestor », (A)+(I) : Peter Lake « Basil », (R) : Ralph Beauclerk « Casimir », Membres : Émile Marc Gerschel « Gilbert » et « Marc », André Malraux - Zone : Corrèze, Dordogne et Lot. - Activité qui fait suite à celle du réseau AUTHOR après l'arrestation d'Harry Peulevé le 21 mars 1944 à Brive. - Homologué FR : 27.01.44 - 30.09.44 ; LIQ : Henri Paul Lachaud puis Jacques Poirier | Ruby : 72/95 Box. : sheet 40 Foot : ligne 50/92 SHD : 35/50 (NESTOR)                     |
| Abélard-DIPLOMAT (fr. : DIPLOMATE)                                  | (C) : Maurice Dupont (« Yvan » puis ?) « Abélard » (A) : Jacques Taschereau « Thomas » (R) : André Watt « Geoffrey », (R) : Richard Le Riche « Richard », (I) : Gustave Duclos « Charles » (et « Denis » ?), (I) : Paul Émile Thibeault « Gervais », Membre : James LaRosée « Estèphe » ? - Continuation du réseau TINKER - Homologué FR : 18.10.43 - 30.09.44 ; LIQ : Pierre Denis | Ruby : 1/95 Box. : sheet 14 Foot : ligne 53/92 SHD : 1/50                                |
| Mesnard-DIRECTOR (fr. : DIRECTEUR)                                  | Jean Meunier « Édouard » - Homologué FR : voir SCHOLAR | Ruby : 67/95 Box. : cité sheet 47 Foot : non mentionné                                   |
| Tiburce-DITCHER (fr. : TERRASSIER)                                  | (C) : Albert Browne-Bartroli « Tiburce », (2d) : Jean Renaud (R) : Capt. Henri Borosh « Marius » ; puis Robert Martin « Iris » (Albert Grinberg) ; puis Joseph Litalien « Jacquot », (I) : Guy d'Artois « Dieudonné » (I) : Jean-Paul Archambault « Chico », Membre : W. George Hicks « Thomas », - Homologué FR : 20.10.43 - 30.09.44 | Ruby : 93/95 Box. : sheet 49 Foot : ligne 51/92 SHD : 50/50 (TIBURCE)                    |
| Jean-Marie Action / Jean-Marie-DONKEYMAN (fr. : ÂNIER)              | (C) : Henri Frager « Jean-Marie » (« Paul » ?) (Co) : Vera Leigh « Simone », puis Marguerite Knight « Nicole » Membres : Francis Cammaerts (?), Henri Bouchard « Noël », Fergus Chalmers Wright « Chalk », Ted Coppin « Olivier », André Dubois « Hercule » Marguerite Knight « Nicole », Richard Lansdell « Oscar » - Réseau organisé après l'effondrement d'AUTOGIRO et construit sur les restes de CARTE. - Homologué FR : 01.06.41 - 30.09.44 | Ruby : 52/95 Box. : sheet 17 Foot : ligne 19/92 SHD : 27/50 (JEAN-MARIE)                 |
| Mission DRESSMAKER (fr. : COUTURIER)                                | George Larcher, Paul Tessier, Lieut. Dr. Albert Eskenazi, William Cunningham « Paul » - Raid de la section F contre des tanneries, à Mazamet et à Graulhet. Région R4. Parachutage 17/18 août 1944. | Ruby : non mentionné Box. : sheet 60B Foot : ligne 49/92                                 |
| Mission FAÇADE                                                      | (C) : Jacques Vaillant de Guélis « Théodore » Robert Leroy « Louis », Gerry Morel « Paulot », Gilbert Turck « Christophe » - suite : voir TILLEUL | Ruby : non mentionné Box. : sheet ? Foot : ligne 3/92                                    |
| Sylvestre-FARMER (fr. : FERMIER)                                    | (C) : Michael Trotobas « Sylvestre », puis Pierre Séailles « Pierrot » (A) : Pierre Séailles « Pierrot » (jusqu'à la mort de Trotobas). (R) : Arthur Staggs « Guy » Membre : François William Michael Reeve « Olivier » - Homologué FR : 18.12.42 - 03.09.44 ; LIQ : Jean Vandeneeckoutte (1947), puis Paul Raquet (1966), puis Arthur Malfait (1981) | Ruby : 89/95 Box. : sheet 21 Foot : ligne 34/92 SHD : 47/50 (SYLVESTRE)                  |
| Claude-FARRIER (fr. : MARÉCHAL-FERRANT)                             | (C) : Henri Déricourt « Gilbert » puis « Claude » (A) : Rémy Clément « Marc » (Co) : Julienne Aisner « Claire » (R) : André Watt « Geoffroi » Membres : Charles Fatosme, Maurice Dumesnil, - Réseau chargé des opérations par avion (atterrissages, réception des agents envoyés par avion) - Homologué FR : Gilbert, 23.01.43 - 07.02.44 | Ruby : 27/95 Box. : sheet 17A Foot : ligne 36/92 SHD : 20/50 (GILBERT)                   |
| Barthélémy-FIREMAN (en fr. : POMPIER)                               | (C) : Percy Mayer « Barthélémy », (2d) : Edmund Mayer « Maurice », (R) : Patricia O'Sullivan « Micheline » Membre : Aylmer Cameron « Cléon », Alexander Campbell « Clément », William J. Morgan « Miguel » - Non homologué FR | Ruby : 17/95 Box. : sheet 38 Foot : ligne 69/92                                          |
| Maxime-FOOTMAN (fr. : VALET DE PIED)                                | (C) : George Hiller « Maxime », puis Cyril Watney « Eustache » (R) : Cyril Watney « Eustache » Membre : Thomas Blackwell « Bénédict(e ?) », Albert Cohen « Camille », William Daniels « Dick » Richard Pinder « Willy », Guy Songy « Sostène », - Non homologué FR | Ruby : 66/95 Box. : sheet 26 Foot : ligne 56/92                                          |
| Hubert-FREELANCE (fr. : INDÉPENDANT)                                | (C) : John Hind Farmer « Hubert » (Co) : Nancy Wake« Hélène » (R) : Denis Rake « Justin », Roger Faucher « François » Membres : John Allsop « Alonce », Reeve Schley « Samson », André Bloch « Boétie » (?), René Dusacq « Anselme » Équipe de soutien (30/31.08.44) : major Edwin Lord « Léonce » (US Army), capt. Pierre Meunier « Moralist » (Can.), lieut. Michel Georges Bloch (US Army), lieut. William Macomber « Médéric » (US Marines), lieut. Randall M. Dubois « Charles » (US Army), lieut. Raoul Richard Duval « Dorsay » (ou DWELLER). Mission interalliée BENJOIN : voir section suivante - Non homologué FR | Ruby : 49/95 Box. : sheet 30B Foot : ligne 78/92                                         |
| Faust-FURRIER (fr. : FOURREUR)                                      | (C) : Edgar Lee Fraser « Faust » (R) : Joseph Albert Howard Colette « Carlos » - Parachutés le 2 août 1944 | Ruby : 35/95 Box. : évoqué sheet 22 (SALESMAN) Foot : non mentionné                      |
| Firmin-GARDENER (fr. : JARDINIER)                                   | (C) : Robert Boiteux « Firmin » (A) : Benjamin Aptaker « Alaric » (R) : Gaston Cohen « Horace » Membres : Maurice Portales, Maurice Mouchet « Bernard ». - Zone : Marseille - Homologué FR : 01.02.44 - 30.09.44. LIQ : Alphonse Deschamps, puis Louis Noëll | Ruby : 36/95 Box. : sheet 51 Foot : ligne 7/92 SHD : 19/50 (FIRMIN)                      |
| André-GLOVER (fr. : GANTIER)                                        | (C) : René Guiraud « André », puis Dominique Mendelsohn « Benjamin » (R) : Louis Hyde « Frédéric », Membres : Jacques Boissière « Boccace », Curtenius Gillette « Giuseppe », Darwin Kitch « Carel » - Homologué FR : 01.06.44 - 30.09.44 | Ruby : 9/95 Box. : sheet 29 Foot : ligne 85/92 SHD : 8/50 ANDRÉ                          |
| Louis-GONDOLIER (fr. : idem)                                        | (C) : Paul Sarrette « Louis », puis Kenneth Mackenzie (R) : Kenneth Mackenzie « Baptiste », Membres : Hugh Sillito « Sylvien », capt. Alfred Hunter-Hue « Hendrik » - Zone : Nièvre - Non homologué FR | Ruby : 60/95 Box. : sheet 15 Foot : ligne 55/92                                          |
| Arthur-GREENHEART                                                   | Alfred Newton « Artus » Henry Newton « Auguste » - Zone : Lyon, Le Puy-en-Velay, Saint-Étienne - Période : 28.06.1942-04.04.1943 - Non homologué FR | Ruby : non mentionné Box. : évoqué sheet 10 (DETECTIVE) Foot : ligne 20/92               |
| Albin-HEADMASTER (fr. : DIRECTEUR D'ÉCOLE)                          | (C) : Sydney Hudson « Albin » (Co) : Sonya Butt « Blanche » (R) : George Jones « Isidore », (I) : Eugène Bec « Hugues », Membre : Raymond Glaesner « Alcide », Brian Rafferty « Dominique » - Homologué FR : 01.04.44 - 30.09.44 ; LIQ : Philippe de Vomécourt | Ruby : 4/95 Box. : sheet 6 Foot : ligne 29/92 SHD : 4/50 (ALBIN)                         |
| Marie-HECKLER (fr. : PERTURBATEUR)                                  | (C) : Virginia Hall « Marie » - Non homologué FR | Ruby : 31/95 Box. : sheet ? Foot : ligne 4/92                                            |
| Mission HELMSMAN (fr. : TIMONIER)                                   | (C) : Jack Hayes « Victor » (et « Éric » ?) | Ruby : non mentionné Box. : sheet 36 Foot : ligne 91/92                                  |
| Robert-HERMIT (fr. : ERMITE)                                        | (C) : Roger Henquet « Robert » (2d) : Henri Fucs « Abel » (R) : Herbert Brücker « Sacha » - Non homologué FR - Zone : rive droite de la Loire, au nord du Loir-et-Cher et de l'Indre-et-Loire - Juin à août 1944 | Ruby : 83/95 Box. : sheet 8A Foot : ligne 82/92                                          |
| Fernand-HILLBILLY (fr. : PÉQUENAUD)                                 | (C) : Alfred Hubart « Fernand » (véritable nom : André Hunter-Hue) - Non homologué FR | Ruby : 50/95 Box. : sheet 35 Foot : ligne 87/92                                          |
| Étienne Leblanc-HISTORIAN (fr. : HISTORIEN)                         | (C) : George Wilkinson « Étienne », puis Pierre Charié (2d) : Pierre Charié, alias Étienne Leblanc (R) : Lilian Rolfe « Nadine » (I) : André Studler « Sylvain » Membres : Nicholas Allington « Agrippa » - Zone : Loiret - Homologué FR : 15.04.44 - 30.09.44 | Ruby : 33/95 Box. : sheet 7 Foot : ligne 72/92 SHD : 17/50 (ÉTIENNE LEBLANC)             |
| Mission HOUSEKEEPER (fr. : INTENDANT)                               | George Connerade « Jacquot » - Raid de la section F, mort-né. | Ruby : non mentionné Box. : non mentionné Foot : ligne ?/92                              |
| Charlot-INVENTOR (fr. : INVENTEUR)                                  | (1) (C) : Sydney Jones « Félix » (A) : René Dumont-Guillemet - Marseille (2) (C) : Sydney Jones « Élie » (Co) : Vera Leigh « Simone » (R) : Marcel Clech « Bastien » - Sous-réseau du réseau Prosper - PHYSICIAN, soutien de DONKEYMAN. - Non homologué FR | Ruby : 26/95 Box. : sheet ? Foot : ligne 28/92                                           |
| Célestin-JAPONICA (fr. : COGNASSIER DU JAPON)                       | Brian Stonehouse « Célestin » - Célestin-JAPONICA est cité comme réseau par Ruby, probablement à tort. [à élucider] | Ruby : 24/95 Box. : sheet 10 ? Foot : non mentionné                                      |
| Roger-JOCKEY (fr. : idem)                                           | (C) : Francis Cammaerts « Roger » (Co) : Cecily Lefort « Alice » puis Krystyna Skarbek « Pauline » (R) : Auguste Floiras « Albert » (R en second) : Christopher Janyk « Georges » puis Antoine Sereni « Casimir » (I) : Pierre Raynaud « Alain » (I) : Pierre Maurice Martinot « Ulysse » Membres : J. Latour (opérations d'atterrissage), Pierre Agapov « Raymond », Missions réceptionnées : voir section suivante. - Zone : sud-est de la France - Homologué FR : 01.03.43 - 30.09.44 | Ruby : 86/95 Box. : sheet 44 Foot : ligne 39/92 SHD : 44/50 (ROGER)                      |
| Robin-JUGGLER (fr. : JONGLEUR)                                      | (C) : Jean Worms « Robin » (A) : Jacques Weil « Jacques » (Co) : Sonia Olschanezky « Tania » (R) : Gaston Cohen « Justin » - Sous-réseau de Prosper - PHYSICIAN, agissant depuis Châlons-sur-Marne. - Le réseau est composé uniquement de Juifs. - Homologué FR : 01.01.43 - 30.09.44 | Ruby : 84/95 Box. : sheet 52 Foot : ligne 25/92 SHD : 43/50 (ROBIN)                      |
| Baudouin-LABOURER (fr. : TRAVAILLEUR)                               | (C) : Marcel Leccia « Baudouin » (Co) : Odette Wilen « Sophie » (A) : Élisée Allard « Henrique », (R) : Pierre Geelen « Pierre ». - Durée très courte : 05.04.44- - Non homologué FR | Ruby : 18/95 Box. : sheet 59 Foot : ligne 76/92                                          |
| Cosmo-LACKEY (fr. : LAQUAIS)                                        | (C) : Jules Lesage « Cosmo » (R) : Alcide Beauregard « Cyrano », - Réseau mort-né - Non homologué FR | Ruby : 29/95 Box. : sheet 56A Foot : ligne 57/92                                         |
| Léon-LICENSEE (fr. : CONCESSIONNAIRE)                               | (C) : Louis Dupré « Léon », (A) : Capitaine Victor Calvat (Dubois) Membre : Julien de Fourneaux « Daniel » (Dairyman) - Non homologué FR | Ruby : 57/95 Box. : sheet 16 Foot : ligne 90/92                                          |
| Hercule-LIGHTERMAN (fr. : BATELIER)                                 | (C) André Dubois « Hercule » | Ruby : 45/95 Box. : non mentionné Foot : non mentionné SHD : 24/50 (HERCULE)             |
| Colin-LIONTAMER (fr. : DOMPTEUR DE LIONS)                           | (C) : Maurice Lepage « Colin », (R) : David Finlayson « Guillaume », Membre : Edmond Lesout « Tristan ». - Réseau mort-né | Ruby : 28/95 Box. : sheet ? Foot : ligne 64/92                                           |
| Xavier-MARKSMAN (fr. : TIREUR D'ÉLITE)                              | (C) : Richard Heslop « Xavier » (Co) : Elizabeth Devereaux-Rochester « Élisabeth », (R) : Denis Johnson « Gaël », Marcel Veilleux « Yvello » (médecin) Dr Geoffrey Parker « Parsifal », Membres : Gordon Nornable « Bayard », Jean-Pierre Rosenthal « Cantinier », - Zone : Ain et Savoie - Période : libération - Non homologué FR | Ruby : 95/95 Box. : sheet 46 Foot : ligne 18/92                                          |
| Porthos-MASON (fr. : MAÇON)                                         | (C) : Jean-Marie Régnier « Porthos » (R) : Marcel Jaurant-Singer « Flavian », puis Martial Durand. - Homologué FR : 03.03.44 - 30.09.44 | Ruby : 80/95 Box. : sheet 50 Foot : ligne 67/92 SHD : 40/50 (PORTHOS)                    |
| Guérin-MINISTER (fr. : PRÊTRE)                                      | (C) : Pierre Mulsant « Paul » (Co) : Yvonne Fontaine « Mimi » (R) : John Barrett « Stéphane » Membres : Raoul Cooreman, Albert Malapert ; Jean-Louis de Ganay « Rigobert » - Homologué FR : 04.03.44 - 30.09.44 | Ruby : 41/95 Box. : sheet 13 Foot : ligne 66/92 SHD : 21/50 (GUÉRIN)                     |
| MISTRAL (fr. : )                                                    | | Ruby : 70/95 Box. : non mentionné Foot : non mentionné                                   |
| Bernard-MONK (fr. : MOINE)                                          | (C) : Charles Skepper « Bernard » (A) : Jack Sinclair « Adalbert » (Co) : Éliane Plewman « Gaby » (R) : Arthur Steele « Laurent » - Zone : Marseille - Homologué FR : 01.08.43 - 01.04.44. LIQ : Julien Villevieille | Ruby : 20/95 Box. : sheet 45 Foot : ligne 46/92 SHD : 14/50 (BERNARD)                    |
| Gaspard-MONKEYPUZZLE (fr. : ARAUCARIA ; litt. : DÉSESPOIR DU SINGE) | (C) : Raymond Flower « Gaspar » (R) : Marcel Clech « Bastien » - Zone : près de Tours. - Non homologué FR | Ruby : non mentionné Box. : sheet ? Foot : ligne 21/92                                   |
| Guy (ou Tell)-MUSICIAN (fr. : MUSICIEN)                             | (C) : Gustave Biéler « Guy » (R) : Yolande Beekman « Mariette » Membres : Paul Tessier « Théodore », George McBain « Cecil » - Région de Saint-Quentin (02). Villages : Fonsomme, Morcourt - Homologué FR : 01.01.43 - 16.01.44 | Ruby : 90/95 Box. : sheet 20 Foot : ligne 33/92 SHD : 48/50 (TELL)                       |
| Ange-NEWSAGENT (fr. : MARCHAND DE JOURNAUX)                         | (C) : Joseph Marchand « Ange », (R) Lieut. André Martin « Just » Membres : Lieut. Clément Boirayon « Antoine », Émile Boirayon, Adolphe Raimond (Ado), Christian Regin « Tweeds » - Région de Saint-Étienne - Homologué FR : 20.10.43 - 30.09.44 | Ruby : 10/95 Box. : sheet 53 Foot : ligne 52/92 SHD : 9/50 ANGE                          |
| Homère-ORATOR (fr. : ORATEUR)                                       | (C) : Jacques Ledoux « Homère » - Réseau mort-né (agent arrêté à son arrivée le 7/8.02.44) - Non homologué FR | Ruby : 48/95 Box. : cité sheet 3 Foot : ligne 59/92                                      |
| Oscar-PARSON (fr. : PASTEUR)                                        | (C) : François Vallée « Oscar » (A) : Henri Gaillot « Ignace » (R) : Georges Clément « Edmond » Résistants français : Bernard Dubois, secteur : Châteaubriant et jusqu'à la Loire Pierre Morel, secteur : Saint-Aubin-du-Cormier, Guer, Hédé, Dinard, Jean Richard, secteur : Martigné-Ferchaud Robert Tiercery « Fred », secteur : Vitré Jacques Dordain, secteur : sud-ouest de Rennes René Bichelot, instruction militaire et réception des parachutages Bourdet, liaison. Louis et Lucien Plessis, secteur : Fercé - Zone : Bretagne (région de Rennes) - Période : 17.06.43 - 03.02.44 - Homologué FR : 17.06.43 - 30.01.44. LIQ : Pierre Morel                                                                             | Ruby : 77/95 Box. : sheet 32 Foot : ligne 44/92 SHD : 38/50 (OSCAR)                      |
| Philippe-PEDAGOGUE (fr. : PÉDAGOGUE)                                | (C) : David Pearson « Philippe » (R) : Arthur Vivien Breen « Bruno » - Non homologué FR | Ruby : 79/95 Box. : sheet 24 Foot : ligne 92/92                                          |
| Nick-PEDLAR (fr. : COLPORTEUR)                                      | (C) : Nicolas Bodington « Jean », « Paul » (2d) : Percy Harratt « Peter » (R) : Herbert Roe « Maurice » et Alfred Sowden « ? » (Sab.): Robert Cormier « Bob », Juillet-août 1944 - Non homologué FR | Ruby : 73/95 Box. : sheet 34 Foot : ligne 11/92                                          |
| Jérôme-PERMIT (fr. : PERMIS)                                        | (C) : Gérard Dedieu « Jérôme » (R) : Ginette Jullian « Adèle », Membres : Charles Shearn « Septime », Robert George Bruhl « Barnabée » - Zone : 1. — Amiens ; 2. — Dreux. - Période : Libération (1944) : 7/8 juin — 22 septembre. - Non homologué FR | Ruby : 53/95 Box. : sheet 8 Foot : ligne 86/92                                           |
| Belliard-PHONO ou CINEMA-PHONO                                      | (C) : Henri Garry (« Phono » ?) (2d) : Arthur de Montalembert (R) : Noor Inayat Khan « Madeleine » (I) : François Deniset « Jean » (arrêté le 7.02.44 avant d'agir) - Sous-réseau du réseau Prosper - PHYSICIAN - Zone : Le Mans (Sarthe) - Non homologué FR | Ruby : 19/95 Box. : cité sheet 2 Foot : ligne 37/92                                      |
| Prosper-PHYSICIAN (fr. : MÉDECIN)                                   | (C) : Francis Suttill « Prosper » (2d) : James Amps « Tomas » puis Armel Guerne « Gaspard » (Co) : Andrée Borrel « Denise », Yvonne Rudellat « Jacqueline » (R) : Gilbert Norman « Archambault » et Jack Agazarian « Marcel » Membres : Jacques Bureau (technicien radio), Françoise Agazarian « Marguerite » Georges Darling - Homologué FR : 01.10.42 - 30.06.43 ; LIQ = Renée Guépin. | Ruby : 81/95 Box. : sheet 2 Foot : ligne 23/92 SHD : 41/50 (PROSPER)                     |
| Alphonse-PIMENTO (fr. : PIMENT)                                     | (C) : Tony Brooks « Alphonse », (R) : Marcus Bloom « Urbain », puis Roger Caza « Emmanuel » - Homologué FR : 01.12.43 - 30.09.44 | Ruby : 8/95 Box. : sheet 28 Foot : ligne 22/92 SHD : 7/50 ALPHONSE                       |
| Paul (?)-PLANE (fr. : PLATANE)                                      | (C) : Henri Paul Le Chêne « Victor » (Co) : Marie-Thérèse Le Chêne « Adèle » (R) : Pierre Louis Le Chêne - Non homologué FR | Ruby : non mentionné Box. : cité sheet 48 (SPRUCE) Foot : ligne 13/92                    |
| Jules-PRIEST (fr. : PRÊTRE)                                         | (C) : Alphonse Defendini « Jules », (R) : Roméo Sabourin « Léonard » - Réseau mort-né - Non homologué FR | Ruby : 54/95 Box. : cité sheet 17 Foot : ligne 61/92                                     |
| Alexandre-PRIVET (fr. : TROËNE)                                     | (C) : Edward Wilkinson « Alexandre » (2d) : Richard Heslop « Fabien » (R) : Denis Rake « Justin » - Homologué FR : 01.04.42 - 31.08.43 ; LIQ : Eugénie Yvonne Batonneau, ép. Diebolt, ép. Lehmann, ép. Le Four | Ruby : 5/95 Box. : non mentionné Foot : ligne 17/92 SHD : 5/50 (ALEXANDRE)               |
| PROFESSOR (fr. : PROFESSEUR)                                        | Nicolas Bodington (1) août-septembre 1942 (2) juillet-août 1943 | Ruby : non mentionné Box. : sheet Foot : ligne 11/92                                     |
| Prosper                                                             | - Voir PHYSICIAN, généralement plus connu sous ce nom de Prosper |                                                                                          |
| Eugène-PRUNUS (fr. : idem)                                          | (C) : Maurice Pertschuk « Eugène » (R) : Marcus Bloom « Urbain » Membres : Charles Joseph Duchalard « Denis » (opérateur Rebecca), Philippe de Gunzbourg « Philibert », - Homologué FR : 01.07.42 - 30.04.43 ; LIQ : Robert Vuillemot | Ruby : 34/95 Box. : sheet 41 Foot : ligne 12/92 SHD : 18/50 (EUGÈNE)                     |
| Ernest-PUBLICAN (fr. : PATRON DE BISTROT)                           | (C) : Marcel Fox « Ernest » (2d) : Maurice Braun - Zone : est sud est de la région parisienne - Homologué FR : 01.02.43 - 20.09.43 | Ruby : 32/95 Box. : sheet ? Foot : ligne 40/92 SHD : 42/50 (PUBLICAN)                    |
| Adolphe-RACKETEER (fr. : RACKETTEUR)                                | (C) : Maurice Rouneau « Adolphe », alias Martin Rendier, Membre : Pierre Roger Duffoir « Amédée » - Homologué FR : 01.05.44 - 30.09.44 | Ruby : 2/95 Box. : sheet 58 Foot : ligne 77/92                                           |
| REPORTER                                                            | (C) : Clément Jumeau Louis Pippin Lee Graham « Félix » - Non homologué FR | Ruby : non mentionné Box. : sheet ? Foot : ligne ?/92                                    |
| Julien-ROVER (fr. : VAGABOND)                                       | (C) : Charles Rechenmann « Julien » (R) : Allyre Sirois « Gustave » Membre : James Mayer « Frank » - 21.03.44-10.05.44 - Tarbes - Non homologué FR | Ruby : 55/95 Box. : sheet ? Foot : ligne 70/92                                           |
| Pascal-SACRISTAN (fr. : SACRISTAIN)                                 | (1) Région du Mans (Sarthe) (C) : Ernest Floege « Alfred » (Paul) (R) : André Dubois « Hercule » puis André Bouchardon « Narcisse » (Michel) - Homologué FR : (1) 13.06.43 - 30.01.44. LIQ : Alfred Auduc. (2) Région de Montbéliard Doubs (C) : Ernest Floege « Pascal » (Paul) (R) : André Bouchardon « Narcisse » (Michel) - 06.05.44-25.09.44 | Ruby : 78/95 Box. : sheet 31 Foot : ligne 45/92 SHD : 39/50 (PASCAL)                     |
| Diane-SAINT                                                         | Virginia Hall « Diane » (2e mission, 1944) Henri Laussucq « Aramis » | Ruby : /95 Box. : sheet Foot : ligne 4/92                                                |
| Clément-Hamlet-SALESMAN (fr. : VENDEUR)                             | (1) Octobre 1941, Antibes. (2) Vallée de la Seine (Rouen-Le Havre) (C) : Philippe Liewer « Clément » (2d) : Claude Malraux « Cicero » (R) : Isidore Newman « Pépé » (I) : Gabriel Chartrand « Dieudonné » puis Bob Maloubier « Clothaire » Membres : Dr Fred B. Agee « Antonin », Joseph Collette « Carlos », Edgar Lee Fraser « ? » - 15.04.43-04.02.44 (3) Rouen (C) : Philippe Liewer « Clément »/« Hamlet » [?] (Co) : Violette Szabo « Louise » - 05.04.44-30.04.44 (4) Limousin (C) : Philippe Liewer « Hamlet » (Co) : Violette Szabo « Louise » (R) : Jean-Claude Guiet « Virgile » (I) : Bob Maloubier « Clothaire » - 08.06.44-16.09.44 - Homologué FR : Hamlet, 15.05.43 - 30.04.44. LIQ : Roger Mayer                | Ruby : 42/95 Box. : sheet 22 Foot : ligne 41/92 SHD : 22/50 (HAMLET)                     |
| Arsène-SATIRIST (fr. : SATIRISTE)                                   | SATIRIST 1 (C) : Octave Simon « Arsène » Membre : Arthur de Montalembert « Bistouri » - Zone : Sarthe (département) - Période : fin 1942-mi 1943 SATIRIST 2 (C) : Octave Simon « Arsène » (R) : Marcel Defence « Dédé » - Zone : Beauvais - Réseau mort-né (7.03.44) - Non homologué FR | Ruby : 14/95 Box. : sheet 33 Foot : ligne 15/92                                          |
| Lucien-SCHOLAR (fr. : ÉRUDIT)                                       | (C) : Gonzague de Saint-Geniès « Lucien » (R) : Yvonne Baseden « Odette » Membres : Raymond Aubin « Alfred », René Bichelot « Alvar », Louis Nonni « Nicolas » - Homologué FR avec DIRECTOR : Lucien et Mesnard, 01.02.43 - 30.09.44. LIQ. : Robert Morel. | Ruby : 61/95 Box. : sheet 47 Foot : ligne 71/92 SHD : 31/50 (LUCIEN et MESNARD)          |
| David/Denis-SCIENTIST (fr. : SAVANT)                                | (1) Aquitaine, d'août 1942 à août 1943 (C) : Claude de Baissac « David », (Co) : Lise de Baissac « Odile », chargée des liaisons avec Prosper - PHYSICIAN (Co) : Mary Herbert « Claudine » (R) : Harry Peulevé « Jean » (blessé), puis Roger Landes « Aristide », Marcel Defence « Dédé », puis Phyllis Ada Latour « Geneviève » (I) : Charles Hayes « Yves » Membre : Paul Pardi « Philibert » - Suite des activités, dans le cadre d'ACTOR, dirigé par Roger Landes « Aristide » - Homologué FR SCIENTIST + ACTOR : Denis-Aristide, 01.07.41 - 30.09.44. LIQ : Jean Duboué (2) Bretagne, de février 1944 à la Libération (C) : Claude de Baissac « Denis » (Co) : Lise de Baissac « Marguerite », Phyllis Latour « Geneviève » | Ruby : 30/95 Box. : sheet 18 Foot : ligne 24/92 SHD : 16/50 (DENIS et ARISTIDE)          |
| Raids SCULLION (fr. : AIDE-CUISINIER)                               | Raid SCULLION 1 (C) Hugh Dormer « Paul » Membres : George Demand « Edmonde », Jack Hayes « Victor », William Knight, George Larcher « Albert », Eugène Levene « Boniface ». - parachutage 18/19 avril 1943. Raid SCULLION 2 (C) Hugh Dormer « Paul » Membres : George Demand « Edmonde », Phillip Amphlett, Charles Birch « Charles », Harry Graham « Henri », David Sibree « Morand », Victor Soskice « Solway ». - parachutage 12 août (Demand) et 16(/17 ?) août 1943 (les autres) ; sabotage 20/21 août. | Ruby : non mentionné Box. : sheet 11 Foot : ligne 43/92                                  |
| Samuel-SHIPWRIGHT (fr. : CONSTRUCTEUR DE NAVIRES)                   | (C) : Amédée Maingard « Samuel », Membres : Henri Cornioley « Henri », Dr David Dane « Dodo », Jacques Hirsch « Arthur » Pierre Hirsch « Popaul », Ivan Woolf « Jean-Paul » - Homologué FR : 02.05.44 - 30.09.44 | Ruby : 87/95 Box. : sheet 30A Foot : ligne 79/92 SHD : 45/50 (SAMUEL)                    |
| Hippolyte-SILVERSMITH (fr. : ORFÈVRE)                               | (C) : Henri Borosh « Marius » (Co) : Madeleine Lavigne « Isabelle » Membres : Joe Benoît « Boris », - Homologué FR : 01.03.44 - 30.09.44 ; LIQ : Maurice Houdet | Ruby : 47/95 Box. : sheet 56 Foot : ligne 83/92 SHD : 26/50 (HIPPOLYTE)                  |
| Raoul-SPINDLE (fr. : FUSEAU)                                        | (C) : Peter Churchill « Michel » puis « Raoul » (Co) : Odette Sansom « Lise » (R) : Isidore Newman « Julien » puis Adolphe Rabinovitch « Arnaud » Membres : Victor Hazan « Gervais », Marie-Lou Blanc « Suzanne », Baron de Malval « Antoine », André Girard (réseau CARTE) - créé : jan. 42, démantelé : printemps 43. - Non homologué FR | Ruby : 82/95 Box. : cité sheet 17 (DONKEYMAN) Foot : ligne 10/92                         |
| Armand-SPIRITUALIST (fr. : SPIRITE)                                 | (C) : René Dumont-Guillemet « Armand » (R) : Henri Diacono « Blaise » - Homologué FR : 01.05.43 - 30.09.44 | Ruby : 13/95 Box. : sheet 4 Foot : ligne 58/92 SHD : 11/50 (ARMAND)                      |
| Alain/Nicolas-SPRUCE (fr. : ÉPICÉA)                                 | (C) : Georges Duboudin « Alain » puis Robert Boiteux « Nicolas » (A) : Marcel Fox « Georges » (R) : Edward Zeff « Georges 53 » (I) : Alan Jickell « Gustave », Bob Sheppard « Patrice », Membres : John Hamilton « François » (mission TOBACCONIST), Joseph Marchand « Ange », Clément Boirayon « Antoine » Pierre Louis Le Chêne « Grégoire », Jean Menesson « Henri » Cités par Sheppard : Marcel Claeys, Georges Pezant, Alain Mingat, Roger Berthier, Henri Bonnardel, Louis Pradel - Homologué FR : 01.06.42 - 20.10.43 | Ruby : 74/95 Box. : sheet 48 Foot : ligne 7/92 SHD : 36/50 (NICOLAS)                     |
| Hector-STATIONER (fr. : PAPETIER)                                   | (C) : Maurice Southgate « Hector » (2nd) : Amédée Maingard « Samuel » (Co) : Jacqueline Nearne « Jacqueline » et Pearl Witherington « Marie » (R) : Amédée Maingard « Samuel », René Mathieu « Aimé », (Experts Lysander) : Pierre Mattéi « Gaétan », Alexandre Schwatschko « Olive » Membres : Georges Audouard « Martial », - Homologué FR : 01.01.43 - 01.05.44. LIQ : Maurice Southgate | Ruby : 43/95 Box. : sheet 30 Foot : ligne 38/92 SHD : 23/50 (HECTOR)                     |
| Frédéric-STEADY (fr. : SOLIDE)                                      | Ruby : 38/95 Box. : non mentionné Foot : ligne ?/92 |                                                                                          |
| César-STOCKBROKER (fr. : AGENT DE CHANGE)                           | (C) : Harry Rée « César » (2d) : Jean Simon « Claude » (Co) : Diana Rowden « Paulette » (R) : John Young « Gabriel » (I) : Éric Cauchi « Pedro » Membres : Joseph Maetz « Milou », Paul Ullman « Alceste » - Homologué FR : 01.10.42 - 30.09.44 | Ruby : 25/95 Box. : sheet 23 Foot : ligne 42/92 SHD : 15/50 (CÉSAR)                      |
| Astre-SURVEYOR (fr. : EXPERT ou ARPENTEUR)                          | (C) : Roland Alexandre « Astre » (R) : Robert Byerly « Gontrand », - réseau mort-né (7.02.44) - Non homologué FR | Ruby : non mentionné Box. : sheet Foot : ligne 60/92                                     |
| Mission TILLEUL                                                     | (C) : Jacques Vaillant de Guélis « Manomètre » Commandant Thomas « Minimum » Major Ian Mackenzie « Thermomètre », chirurgien dans le Royal Army Medical Corps Edward Bisset « Adjacent », expert en armes et explosifs André Simon « Diastique », expert en sélection de terrains de parachutage et en réceptions Sergeant James Edgar « Crétois », opérateur radio Matelot-radio Lannou « Toscan », opérateur radio - Parachutage 7/8 juillet 1944, à Sussac (Haute-Vienne) ; QG à Chadebec, près de Bonnefond ; succès | Ruby : 94/95 Box. : sheet 43 Foot : ligne 3/92                                           |
| Gérard-TINKER (fr. : RÉTAMEUR)                                      | (1) (C) : Benjamin Cowburn « Benoît », (2) (C) : Benjamin Cowburn « Germain », (R) : Denis Rake « Justin » ? - Membre : Jean-Marie van Haellebroucq « Yves » (3) (C) : Benjamin Cowburn « Valérien », (R) : John Barrett « Honoré » - Membres : Pierre Mulsant, Yvonne Fontaine (4) (C) : Benjamin Cowburn « Gérard » - Membres : D.M. Pearson « Philippe », Arthur Vivien Breen « Bruno » - Zone : Troyes - Non homologué FR | Ruby : 40/95 Box. : sheet 12 Foot : ligne 5/92                                           |
| François-TOBACCONIST (fr. : DÉBITANT DE TABAC)                      | John Trevor Hamilton | Ruby : 37/95 Box. : cité sheet 48 Foot : ligne ?/92                                      |
| Mission TOPLINK [Italian]                                           | John Hamilton « Crosse », Simon Kalifa « Paradiser », Patrick O'Regan « Chape » | Ruby : non mentionné Box. : sheet ? Foot : ligne ?/92                                    |
| Thomas-TOUT (fr. : DÉMARCHEUR)                                      | Ruby : 92/95 Box. : cité sheet 14 Foot : ligne ?/92 |                                                                                          |
| Théodule-TREASURER (fr. : TRÉSORIER)                                | (C) : Alain Jean René Maze-Sencier, comte de Brouville « Théodule » (R) : Edwin Poitras « Paul » Membre : Georges André « José », - Homologué FR : 01.10.42 - 30.09.44 | Ruby : 91/95 Box. : sheet 23A Foot : ligne 74/92 SHD : 49/50 (THÉODULE)                  |
| Mission TUTOR (fr. : PRÉCEPTEUR)                                    | Adolph Feingold « Paul » - Raid de la section F | Ruby : non mentionné Box. : dans sheet 60A Foot : ligne 68/92                            |
| UKULELE                                                             | George Langelaan « Langdon » |                                                                                          |
| Olive-URCHIN (fr. : GARNEMENT)                                      | (C) : Francis Basin « Olive » (R) : Isidore Newman « Julien » - Non homologué FR | Ruby : 76/95 (BAY ?) Box. : sheet ? Foot : ligne 6/92 SHD : 37/50 (OLIVE)                |
| Antoine-VENTRILOQUIST (fr. : VENTRILOQUE)                           | (1) à partir du 10 mai 1941, zone sud (C) : Philippe de Vomécourt « Gauthier » (Co) : Blanche Charlet « Christiane » (?) (R) : Brian Stonehouse - Homologué FR : 10.05.41 - 13.11.42 (2) à partir du 16 avril 1944, zone autour de la Sologne (C) : Philippe de Vomécourt « Antoine » (2d) : Stanislaw Makowski « Dmitri » (R) : Muriel Byck « Violette » Membres : Jean Aron « Joseph », Émile René Counasse « Caton », Jean Eymond « Esteban » Henri Gaillard « Vincent », Maurice Lostrie « Alex », Victor Paul Martineau « Félix » LIQ : Philippe de Vomécourt | Ruby : 11/95 Box. : sheet 9 Foot : ligne 2/92 SHD : 10/50 (ANTOINE)                      |
| René-VERGER (fr. : BEDEAU)                                          | (C) : Jean Renaud-Dandicolle « René » (R) : Maurice Larcher « Vladimir » - Sous-réseau de SCIENTIST 2 - Zone : Calvados - Non homologué FR | Ruby : non mentionné Box. : sheet Foot : ligne ?/92                                      |
| VIC                                                                 | Mentionné ici pour mémoire. VIC n'est pas un réseau de la section F, mais une filière d'évasion de la section DF Victor Gerson « René » |                                                                                          |
| Hilaire-WHEELWRIGHT (en fr. : CHARRON)                              | (C) : George Starr « Hilaire » (Co) : Anne-Marie Walters « Colette » (jusqu'à fin juillet 1944) puis Marguerite Merchez « Marie » Marcelle Vincelot et Pierrette Vincelot alias Fernande (R) : Yvonne Cormeau « Annette » (R) : Denis Parsons « Pierrot » (I) : Claude Arnault « Néron » Membre : Philippe de Gunzbourg « Philibert » Base : Castelnau-sur-l'Auvignon (jusqu'au 21 juin 1944) Zone couverte : Hautes-Pyrénées, Landes-est, Gironde-est, Gers, Lot-et-Garonne, Dordogne-sud 08.11.42 - 25.09.44 - Homologué FR : 01.05.43 - 30.09.44 ; LIQ : Philippe de Gunzbourg | Ruby : 46/95 Box. : sheet 42 Foot : ligne 31/92 SHD : 25/50 (HILAIRE)                    |
| Millet-WIZARD (fr. : MAGICIEN)                                      | (C) : William Savy « Alcide » (R1) : Eileen Nearne « Rose » (R2) : Gérard Maury « Arnaud » - Homologué FR : Jean Millet, 02.03.44 - 10.04.44 | Ruby : 69/95 Box. : cité sheet 3 Foot : ligne 63/92 SHD : 28/50 (JEAN MILLET)            |
| Justin-WOODCUTTER (fr. : BÛCHERON)                                  | (C) : Albert Woerther « Justin » (A) : Alphonse Sybille « Sanche » (R) : Armand Bouvier « Tactful » - Homologué FR : 18.07.44 - 25.11.44 | Ruby : 56/95 Box. : sheet 25 Foot : ligne 88/92 SHD : 29/50 (JUSTIN)                     |
| Marie-WRESTLER (fr. : LUTTEUR)                                      | (C) : Pearl Witherington « Pauline » (A) : Henri Cornioley « Jean » Membre : Adrien Berge « Tutur » - Zone : Triangle Valençay-Issoudun-Châteauroux - Homologué FR : 23.09.43 - 30.09.44 | Ruby : 63/95 Box. : sheet 27 Foot : ligne 80/92 SHD : 32/50 (MARIE)                      |

## Missions interalliées

### Massif central
La mission interalliée ayant agi en parallèle avec le réseau FREELANCE est :
| NOM DE LA MISSION           | LIEU DE LA MISSION | INFORMATIONS SUR LA MISSION Identité des officiers | Sources          |
| --------------------------- | ------------------ | --- | ---------------- |
| BENJOIN (Section RF de SOE) | Massif central     | Major Frederick Henry Cardozo « Vecteur » Capt. Chouan « Médiane » Lieutenant Lebaigue « Spirale » (R) : S/Lt. Trollet « Somali » Parachutage : terrain Plongeon, 6/7 mai | Box. : sheet 30C |

### Sud-est
Les missions interalliées réceptionnées par le réseau JOCKEY sont :
| NOMS DES MISSIONS | LIEUX DES MISSIONS                        | INFORMATIONS SUR LES MISSIONS Identité des agents : nom, « nom de guerre » | SOURCES                                                                | SOURCES                                                                |
| ----------------- | ----------------------------------------- | --- | ---------------------------------------------------------------------- | ---------------------------------------------------------------------- |
| EUCALYPTUS        | Drôme (maquis du Vercors) 28/29 juin 1944 | (C) Desmond Longe « Réfraction » (?) John V. Houseman « Réflexion », (?) Adrian Conus « Volume », (R1) André Édouard Pecquet « Paray » (R2) Jean de la Croix « Delpech », [ou Yves Croix « Pingouin »] (R3) Pierre Gaillard « Touareg »                    | Ruby : non mentionné Box. : cité sheet 44 Foot : non mentionné Ashdown | Ruby : non mentionné Box. : cité sheet 44 Foot : non mentionné Ashdown |
|                   | Alpes-Maritimes Var                       | Robert J. Rull Fernandez « Rudolf » Xan Fielding « Cathédrale » Howard Gunn « Bambos » John A. de Kerdral-Halsey « Lutrin » Christian Sorensen « Chasuble »                                                                                                | Box. : sheet 44                                                        | Box. : sheet 44                                                        |
| ?                 | Hautes-Alpes 6/7 août 1944 Savournon      | (FR) Cdt Jacques Pelletier « Confessional » (BR-SOE) Maj Robert W.B. Purvis, « Manipule » (BR-SOE) Capt John Roper « Retable » (US-OSS) Mario Volpe « Rossini », opérateur radio Michel Le Huche « Lablot » un autre (inconnu), liaison avec les Italiens. | Box. : sheet 44 pour Purvis et Roper.                                  | Box. : sheet 44 pour Purvis et Roper.                                  |
|                   | Vaucluse, Basses-Alpes, Bouches-du-Rhône  | Robert Charles Boucart « Hors-Bord », René Hébert « Corvette », Paul Émile Labelle « Nartex », Gonzague de Mangoux « Amict », Moraud « Bécassine » | Box. : sheet 44                                                        | Box. : sheet 44                                                        |
|                   | Frontière italienne                       | Major James Alexander Stewart Hamilton Capt. P.W.R.H. O'Regan | Box. : sheet 44                                                        | Box. : sheet 44                                                        |
| UNION III         |                                           | Jean Fournier « Autruche », Donald Green « Progression », Bentley Hunter « Dalmatique » | Ruby : non mentionné Box. : sheet 44 Foot : non mentionné              | Ruby : non mentionné Box. : sheet 44 Foot : non mentionné              |

### Limousin
| NOM DE LA MISSION | LIEU DE LA MISSION | INFORMATIONS SUR LA MISSION Identité des officiers | Sources          |
| ----------------- | ------------------ | --- | ---------------- |
| BERGAMOTE         | Creuse             | Première équipe (C) Commandant Jacques Robert « Molécule », alias Arthur Rewez-Denis, F Major Jack T. Shannon « Taux », US (R) : Sergeant David Gagliardi, « Blond », F Deuxième équipe Major Vernon Elliot Blomfield « Density », UK Major John Francis Anning Forster « Équerre », UK (R) : Corporal Richard Langmaid « Wisigoth », UK - Mission interalliée ayant agi en parallèle avec le réseau FREELANCE - Parachutages 26/27 juin et 1er juillet 1944                                                            | Box. : sheet 43A |
| TILLEUL           | Corrèze            | (C) : Major Jacques Vaillant de Guélis « Manomètre », (C) : Commandant Thomas « Minimum » (officier-médecin) Major Ian Mackenzie « Thermomètre » (terrains et réceptions) F/Lieut. André Louis Ernest H. Simon « Diastique » (expert armes et explosifs) Captain Edward George Alfred Bisset « Adjacent » (R) : Sergeant James Edgar « Crétois » (R) : Matelot-radio Lannou « Toscan » - Mission de coordination des groupes de résistance en Corrèze - parachutage 7/8 juillet 1944. Réception par le réseau SALESMAN. | Box. : sheet 43  |

### Lorraine
| NOM DE LA MISSION | LIEU DE LA MISSION | INFORMATIONS SUR LA MISSION Identité des officiers | Sources                                                   |
| ----------------- | ------------------ | --- | --------------------------------------------------------- |
| CUT-THROAT        |                    | Lieut. Wendell Hastings « Humbert » Lieut. Albert Benstead « Barberousse », Pilot officer André Constantin Choremi « Crésus », - Zone : Meurthe-et-Moselle et Vosges - Parachutage : 15.09.44 près de Rozelière. | Ruby : non mentionné Box. : sheet 60 Foot : non mentionné |

## Carte des réseaux datée de juin 1943
La carte ci-dessous représente les principaux réseaux de la section F du SOE au mois de juin 1943, sur base de la carte publiée par Rita Kramer 
Remarque : en juin 1943, le réseau AUTOGIRO, n'était plus actif depuis plus d'un an et opérait dans les environs de Paris.

(voir en:Image:SOE (F) Networks in France June 1943.jpg)

### Sources
- Michael R. D. Foot, Des Anglais dans la Résistance. Le Service Secret Britannique d'Action (SOE) en France 1940-1944, annot. Jean-Louis Crémieux-Brilhac, Tallandier, 2008,  (ISBN 978-2-84734-329-8). Traduction en français par Rachel Bouyssou de (en) SOE in France. An account of the Work of the British Special Operations Executive in France, 1940-1944, London, Her Majesty's Stationery Office, 1966, 1968 ; Whitehall History Publishing, in association with Frank Cass, 2004.Ce livre présente la version « officielle » britannique de l’histoire du SOE en France. Une référence essentielle sur le sujet du SOE en France.
- Lt. Col. E.G. Boxshall, Chronology of SOE operations with the resistance in France during world war II, 1960, document dactylographié (exemplaire en provenance de la bibliothèque de Pearl Witherington-Cornioley, annoté par M.R.D. Foot, consultable à la bibliothèque de Valençay).
- Marcel Ruby, La Guerre secrète. Les Réseaux Buckmaster, France Empire, 1985. Dans ce livre figure une liste de 95 réseaux (et missions)
- Archives du Service historique de la défense (SHD), Vincennes : cinquante dossiers (références 17 P 1 à 17 P 50) couvrent les dossiers de liquidation des réseaux de la section F.
- (en) Site sur SOE de David Harrison.